# Teoria wyboru konsumenta i popytu
Teoria wyboru konsumenta i popytu – wyjaśnienie wyborów konsumenta odnoszących się do zakupu dóbr i usług w określonych ilościach.

## Uporządkowania preferencji konsumenta
Uwzględnienie preferencji konsumenta jest początkiem konstrukcji ekonomicznego wyboru konsumenta. Zakłada ona wiedzę konsumentów na temat rzeczy, które preferują, a których nie. Ponadto potrafią oni ułożyć różnego rodzaju dostępne kombinacje usług oraz dóbr zgodnie ze zdolnością do zaspokajania ich preferencji. Zjawisko to określane jest mianem szeregowania różnych możliwości jako lepszych, gorszych bądź równie dobrych jak pozostałe. Część ekonomistów twierdzi, iż warunki jakie nakładane są na porządkowanie bądź szeregowanie preferencji konsumentów, odpowiadają pojęciu racjonalności. Za takie warunki należy uznać zupełność, przechodniość i zwrotność uporządkowania lub uszeregowania preferencji konsumenta.
Przez uporządkowanie zupełne rozumie się umiejętność stwierdzenia przez konsumenta uszeregowania wszystkich dostępnych kombinacji dóbr i usług. Przykładem może być sytuacja, w której A jest koszykiem pewnych dóbr i usług, B natomiast to koszyk zawierający te same dobra i usługi, aczkolwiek określonych w innych ilościach.
Zupełność polega na tym, aby konsument był w stanie wskazać, że preferuje dobra, które zostały zawarte w koszyku A, nie te zawarte w koszyku B. Możemy mieć również do czynienia z sytuacją odwrotną. Możliwa do przewidzenia jest również sytuacja trzecia, w której konsument uzna, że dobra zamieszczone w koszyku A i B są równie dobre. Istotne jest to, że konsument nie może stwierdzić, że nie jest w stanie porównać przedmiotowych koszyków.
Drugi warunek stanowi zwrotność preferencji konsumenta, oznaczająca sytuację w której jakikolwiek koszyk dóbr A jest przynajmniej tak dobry jak on sam. W związku z tym trudno jest wskazać uzasadnienie jego uwzględnienia, ponieważ warunek ten jest tak oczywisty.
Z kolei przechodniość jest to uporządkowanie preferencji spełniającej warunek, w którym koszyk A stawiany jest nad koszykiem B i koszyk B stawiany jest nad koszykiem C, wówczas koszyk A przedkładany jest nad koszyk C. Ten sam mechanizm można odnieść również do obojętności: jeśli konsumentowi obojętne jest, co jest w stanie wybrać tzn. czy koszyk A czy B, bądź wyboru będzie dokonywał między koszykami B i C, w takim wypadku również obojętny będzie wybór dokonywany między koszykami A i C. Przechodniość ma na celu zapobieżenie zapętlaniu się indywidualnych preferencji, która oznacza, że nie istnieje możliwość, aby A było przedłożone nad B, z kolei B nad C oraz C nad A. Należy podkreślić, iż preferencje konsumenta mają charakter subiektywny, ponieważ różni ludzie mają różne upodobania, czego odzwierciedleniem są zróżnicowane uporządkowania preferencji odnoszące się do tych samych usług oraz dóbr.

## Funkcje użyteczności i krzywe obojętności
W momencie gdy konsument wskaże jakie jest jego uporządkowanie preferencji, możliwe jest wyprowadzenie dla niego funkcji użyteczności, która identyfikuje silniejsze preferencje z większymi wartościami liczbowymi. Jako przykład można wskazać istnienie wyłącznie dwóch dóbr, bądź dwóch usług – x i y, dostępnych dla wybranego konsumenta. Przy przyjęciu, że u stanowi użyteczność konsumenta, funkcja u= u(x, y) wskazuje użyteczność uzyskaną przez konsumenta z różnych kombinacji x i y. Niezwykle przydatny w wizualizacji funkcji użyteczności konsumenta jest wykres określany jako mapa obojętności.
Zestawienie preferencji konsumenta z trudnościami w ich zaspokajaniu, stwarza problem wyboru konsumenta. Do przeszkód takich można zaliczyć ograniczenia obligujące osoby podejmujące decyzję do dokonania wyboru między różnymi możliwościami. Ograniczeniami tymi są m.in. czas, wiedza, kultura osobista czy energia. Najważniejszym jednak jest z całą pewnością ograniczony dochód.

## Optimum konsumenta
Informacje na temat preferencji konsumenta, które wskazuje mapa obojętności, a także informacje odnoszące się do ograniczenia dochodowego, wynikające z linii budżetu, wskazują, która z kombinacji x i y, maksymalizuje użyteczność konsumenta przy jednoczesnych trudnościach związanych z ograniczeniem dochodu konsumenta.

## Uogólnienie optimum ekonomiczne jako równość kosztu krańcowego i korzyści krańcowej
Maksimum przy ograniczeniu lub inne optimum ekonomiczne, należy zdefiniować jako punkt, w którym koszt krańcowy równa się korzyści krańcowej. W odniesieniu do decyzji maksymalizacyjnych przedmiotowa reguła odnosi się następujący sposób: jako pierwsze, należy przyjąć założenie, że osoba podejmująca decyzję wskazuje określony, początkowy poziom tego, czego maksymalizacją jest zainteresowany.
Kolejnym krokiem jest ustalenie przez konsumenta czy ustalony przez niego początkowy poziom będzie stanowił dla niego maksimum; czy stanowi on najlepszy możliwy poziom biorąc pod uwagę ograniczenia tego konsumenta? Konsument na stawiane pytanie może udzielić odpowiedzi, dokonując przy tym niewielkich zmian, które oddalać go będą od wskazanego poziomu początkowego. Omawiane małe zmiany, ekonomiści określają zmianami krańcowymi. Zakładając, że osoba podejmująca decyzję chce zwiększyć nieznacznie, to czego dokonuje, ponad poziom wskazany początkowo. W takiej sytuacji pojawi się koszt odnoszący się do takiego niewielkiego wzrostu, określanego kosztem krańcowym. Jednak konsument uzyska wówczas również korzyści wynikające z posiadania, bądź robienia w większym stopniu tego, co jest przedmiotem maksymalizacji.
Korzyść odniesiona z takiego niewielkiego wzrostu nazywana jest korzyścią krańcową. Osoba dokonująca decyzji będzie postrzegała siebie jako osobę w większym stopniu zadowoloną, przy nowym poziomie, aniżeli w przypadku poziomu początkowego, do czasu aż korzyść krańcowa z małego wzrostu będzie przedstawiała wartość większą, niż koszt krańcowy tej zmiany.
Konsument będzie dostosowywał tego rodzaju niewielkie krańcowe zmiany do momentu, aż korzyść krańcowa przewyższy krańcowy koszt. Przestanie on to robić, wówczas gdy koszt krańcowy ostatniej z dokonanych przez niego zmian będzie równy korzyści krańcowej (bądź ją przewyższy). Poziom ten stanowi maksimum podejmującego decyzje.
Maksimum konsumenta, przy jednoczesnym ograniczeniu, powstałym na skutek jego dochodu, można kategoryzować jako równość kosztu i korzyści krańcowej. Niewielkie zmiany dokonane w obrębie budżetu konsumenta, mogą skutkować tym, że konsument wydaje o pewną kwotę mniej na wskazane dobro i o pewną kwotę więcej na inne dobro. Przykładem może być sytuacja, w której konsument przeznacza mniejszą kwotę na dobro y, a większą na dobro x. Wydanie pomniejszonej kwoty na y skutkuje utratą użyteczności jaką można określić kosztem krańcowym realokacji budżetowej. Aczkolwiek, wydana wcześniej kwota na dobro y może zostać wówczas przeznaczona na dobro x. Warto podkreślić, iż większa ilość jednostek x skutkuje zwiększeniem użyteczności, a więc wzrost ten określić można korzyścią krańcową realokacji budżetowej.

## Popyt indywidualny
Krzywa popytu wskazuje zależność między ceną dobra, a jego ilością w optymalnym koszyku konsumenta.
Z pojęciem popytu indywidualnego związane jest inne ważne pojęcie cenowej elastyczności popytu nazywaną inaczej elastycznością popytu. Elastyczność popytu mierzy wrażliwość popytu konsumentów odnoszącą się do zmiany ceny. Przedstawia pewne cechy dóbr wpływające na prawdopodobną wrażliwość popytu. Przykładem może być sytuacja, w której dwa dobra wykazują podobne zastosowanie. Wzrost ceny pierwszego z nich, bez ingerencji w cenę drugiego dobra, może skutkować tym, że konsumenci kupią zdecydowanie mniejszą ilość dobra pierwszego.
Najważniejszym czynnikiem determinującym cenową elastyczność popytu na dobro jest dostępność jego substytutów. Im większa ilość substytutów określonego dobra, tym bardziej wzrasta elastyczność popytu. Z kolei przy mniejszej ilości substytutów, zmniejsza się jednocześnie elastyczność.
Substytucję łatwiej jest zdefiniować w odniesieniu do wąsko określonych dóbr, natomiast mechanizm ten jest znacznie trudniejszy w przypadku szerokich kategorii dóbr. Jeżeli dojdzie do tego, że wzrośnie cena jakiegoś warzywa np. pomidorów, to można je bez trudu zastąpić innym np. marchewką lub ogórkiem. Gdy dojdzie do wzrostu ceny warzyw w ogólności możliwe jest zastąpienie ich produktami mięsnymi, natomiast przy wzroście cen żywności, trudności przysporzyć może wprowadzenie ograniczenia jedzenia. W związku z powyższym oczekujemy, że popyt stanie się bardziej elastyczny w przypadku pomidorów, aniżeli warzyw, oraz bardziej elastyczny w odniesieniu do warzyw, niż do żywności. Ponadto popyt będzie bardziej elastyczny w stosunku do długiego okresu, czego nie można powiedzieć o okresie krótkim. Jako przykład można wskazać sytuację, w której ceny elektryczności podniosą się w stosunku do cen gazu ziemnego. W takiej sytuacji konsumenci coraz chętniej będą wykorzystywać gaz, dokonując stopniowej wymiany pieców i innych urządzeń.